# Сэмюэл, Велберт
Велберт Сэмюэл (родился 5 января 1981 года) — бывший микронезийский пловец, специализировавшийся на плавание на спине. Сэмюэл стал первым в истории пловцом, представлявшим Федеративные Штаты Микронезии на летних Олимпийских играх 2000 года в Сиднее. Он квалифицировался только в мужском заплыве на 100 м на спине, получив второе место от FINA, не уложившись в заявочное время. Вступив в гонку в первом заплыве, Сэмюэль замкнул круг из семи пловцов, заняв последнее место с лучшим результатом за всю карьеру — 1:12.38. Сэмюэлю не удалось выйти в полуфинал, так как в предварительном зачете он занял пятьдесят пятое место в общем зачете.